# Back for the Attack
Back for the Attack es el cuarto álbum de estudio de la banda estadounidense de hard rock y heavy metal Dokken, publicado en 1987 por el sello Elektra. Es el último disco de la década, ya que luego de la gira promocional el grupo se separó por los problemas personales entre Don Dokken y George Lynch.
Alcanzó el puesto 13 en el Billboard 200, la posición más alta conseguida por una producción de la banda en dicho conteo. Además, en enero de 1988 la RIAA lo certificó de disco de platino luego de vender más de un millón de copias en los Estados Unidos. El disco incluye una versión remasterizada de «Dream Warriors» que salió a la venta como sencillo en 1986, en promoción a la película de terror A Nightmare on Elm Street 3: Dream Warriors y que obtuvo el puesto 22 en la lista Mainstream Rock Tracks en 1987. Igualmente fueron publicados como sencillos las canciones «Burning Like a Flame» y «Prisoner», que se ubicaron en los puestos 20 y 37 en dicha lista respectivamente.
Por otro lado, en 2009 Elektra Records lo remasterizó para el mercado japonés con la pista adicional «Back for the Attack», que era el lado B de «Dream Warriors» y que no fue añadido al álbum original. En 2015 también fue incluida en la remasterización de Rock Candy para el Reino Unido.

## Lista de canciones
| N.º | Título                     | Escritor(es)                 | Duración |  |
| 1.  | «Kiss of Death»            | Dokken, Lynch, Pilson        | 5:51     |  |
| 2.  | «Prisoner»                 | Dokken, Lynch, Brown         | 4:20     |  |
| 3.  | «Night by Night»           | Dokken, Lynch, Pilson ,Brown | 5:23     |  |
| 4.  | «Standing in the Shadows»  | Dokken, Lynch, Pilson        | 5:07     |  |
| 5.  | «Heaven Sent»              | Dokken, Lynch, Pilson        | 4:52     |  |
| 6.  | «Mr. Scary» (Instrumental) | Lynch, Pilson                | 4:31     |  |
| 7.  | «So Many Tears»            | Dokken, Lynch, Pilson        | 4:56     |  |
| 8.  | «Burning Like a Flame»     | Dokken, Lynch, Pilson, Brown | 4:46     |  |
| 9.  | «Lost Behind the Wall»     | Dokken, Lynch, Pilson, Brown | 4:19     |  |
| 10. | «Stop Lightning Love»      | Dokken, Lynch, Pilson, Brown | 4:52     |  |
| 11. | «Cry of the Gypsy»         | Dokken, Lynch, Pilson        | 4:51     |  |
| 12. | «Sleepless Night»          | Lynch, Pilson, Brown         | 4:32     |  |
| 13. | «Dream Warriors»           | Lynch, Pilson                | 4:42     |  |

| Pista adicional en las ediciones remasterizadas de 2009 (Japón) y 2015 (Reino Unido) |                       |          |  |
| N.º                                                                                  | Título                | Duración |  |
| 14.                                                                                  | «Back for the Attack» | 3:51     |  |

## Músicos
- Don Dokken: voz y guitarra rítmica
- George Lynch: guitarra líder
- Jeff Pilson: bajo
- Mick Brown: batería